# Canton de Tonnerre
Le canton de Tonnerre est une division administrative française du département de l'Yonne.

## Composition
| Nom                  | Code Insee | Intercommunalité                | Superficie (km2) | Population (dernière pop. légale) | Densité (hab./km2) |
| -------------------- | ---------- | ------------------------------- | ---------------- | --------------------------------- | ------------------ |
| Tonnerre (chef-lieu) | 89418      | CC Le Tonnerrois en Bourgogne   | 58,27            | 4 759 (2014)                      | 82                 |
| Béru                 | 89039      | CC Chablis Villages et Terroirs | 5,17             | 78 (2014)                         | 15                 |
| Cheney               | 89098      | CC Le Tonnerrois en Bourgogne   | 5,95             | 253 (2014)                        | 43                 |
| Collan               | 89112      | CC Le Tonnerrois en Bourgogne   | 13,16            | 179 (2014)                        | 14                 |
| Dannemoine           | 89137      | CC Le Tonnerrois en Bourgogne   | 10,28            | 474 (2014)                        | 46                 |
| Épineuil             | 89153      | CC Le Tonnerrois en Bourgogne   | 6,21             | 607 (2014)                        | 98                 |
| Fleys                | 89168      | CC Chablis Villages et Terroirs | 8,17             | 184 (2014)                        | 23                 |
| Junay                | 89211      | CC Le Tonnerrois en Bourgogne   | 3,63             | 91 (2014)                         | 25                 |
| Molosmes             | 89262      | CC Le Tonnerrois en Bourgogne   | 24,51            | 176 (2014)                        | 7,2                |
| Serrigny             | 89393      | CC Le Tonnerrois en Bourgogne   | 7,50             | 116 (2014)                        | 15                 |
| Tissey               | 89417      | CC Le Tonnerrois en Bourgogne   | 5,97             | 101 (2014)                        | 17                 |
| Vézannes             | 89445      | CC Le Tonnerrois en Bourgogne   | 9,01             | 46 (2014)                         | 5,1                |
| Vézinnes             | 89447      | CC Le Tonnerrois en Bourgogne   | 6,30             | 174 (2014)                        | 28                 |
| Viviers              | 89482      | CC Le Tonnerrois en Bourgogne   | 9,18             | 134 (2014)                        | 15                 |
| Yrouerre             | 89486      | CC Le Tonnerrois en Bourgogne   | 14,28            | 171 (2014)                        | 12                 |

## Histoire: conseillers généraux de 1833 à 2015
| Période           | Identité                            | Parti                | Qualité |
| ----------------- | ----------------------------------- | -------------------- | --- |
| 1833-1867         | Jean-Baptiste Edme Rétif            | Tiers-Parti          | Juge d'instruction, maire de Tonnerre Député (1835-1837)                                                             |
| 1867-1871         | Maurice Dominique Auguste Montreuil |                      | Maire de Tonnerre (....-1870), conseiller d'arrondissement                                                           |
| 1871-1874         | Jules François Hardy                |                      | Magistrat - Maire de Tonnerre (1870-1872), conseiller d'arrondissement                                               |
| 1874-1891 (décès) | Jules Régnier                       |                      | Propriétaire à Tonnerre Président du Conseil Général (1889-1891)                                                     |
| 1891-1895 (décès) | Jean Rathier                        | Républicain          | Avocat - Député (1889-1895)                                                                                          |
| 1895-1898         | Edmond Archdeacon                   | Libéral Nationaliste | Administrateur de la Régie Générale des Chemins de Fer Conseiller municipal de Cheney Député de Paris de 1902 à 1906 |
| 1898-1904         | Eugène Villejean                    | Rad.                 | Docteur en médecine Député (1895-1910)                                                                               |
| 1904-1930         | Edmond Jacob                        | Rad.                 | Avoué Maire de Tonnerre                                                                                              |
| 1930-1934         | Eugène Brutus                       | Rad.                 | Vétérinaire, adjoint au maire de Tonnerre                                                                            |
| 1934-1940         | Pierre Perreau-Pradier              | FR Rad.ind.          | Propriétaire-viticulteur Député (1912-1942) Sous-secrétaire d'État (1932-1935)                                       |
|                   |                                     |                      | |
| 1945-1951         | André Durand (1911-1996)            | PCF                  | Instituteur |
| 1951-1976         | Roger Picand                        | DVD                  | Assureur, commissaire-priseur Maire de Tonnerre (1945-1965)                                                          |
| 1976-1988         | André Durand                        | PCF                  | Instituteur Maire d'Epineuil (1959-1983)                                                                             |
| 1988-2001         | Henri Nallet                        | PS                   | Conseiller d'État Député (1986-1988 et 1997-1999) Ministre (1988-1990) Maire de Tonnerre (1989-1998)                 |
| 2001-2015         | Maurice Pianon                      | DVD                  | Artisan Maire d'Yrouerre Elu en 2015 dans le Canton du Tonnerrois                                                    |

## Conseillers d'arrondissement (de 1833 à 1940)
Le canton de Tonnerre avait deux conseillers d'arrondissement.
Il appartenait à l'arrondissement de Tonnerre jusqu'à sa disparition en 1926.
| Période    | Période      | Identité                                       | Étiquette   | Qualité |
| ---------- | ------------ | ---------------------------------------------- | ----------- | --- |
| 1833       |              | Germain Marin Jacquillat-Despréaux (1766-1846) |             | Marchand de vin à Tonnerre                                                                                  |
| 1833       |              | Edmé Robin-Royer                               |             | Maire de Tonnerre                                                                                           |
|            |              |                                                |             | |
| avant 1851 | 1864         | Claude-Antoine Belnet                          |             | Avocat, avoué, adjoint au maire de Tonnerre                                                                 |
| avant 1851 | 1862         | Gabriel Jean de Monicault                      |             | Substitut du procureur (1839), procureur du Roi près le tribunal (1841-1844), propriétaire à Tonnerre       |
| 1862       | 1867         | Maurice Dominique Auguste Montreuil            |             | Maire de Tonnerre                                                                                           |
| 1864       | 1870         | Jules François Hardy                           |             | Propriétaire, ancien maire de Tonnerre                                                                      |
| 1867       | 1870         | Pierre François Auguste Marquis                |             | Adjoint au maire de Tonnerre                                                                                |
| 1870       | 1880         | Ignace-Isidore Caillot                         |             | Avoué à Tonnerre                                                                                            |
| 1870       | 1880         | M. Gillot                                      |             | Négociant, maire de Tonnerre                                                                                |
| 1880       | 1888         | Jean Marie Edouard Gaupillat (1824-1888)       |             | Libraire, adjoint au maire, puis maire de Tonnerre                                                          |
| 1880       | 1913         | Alexis Constant Véron                          |             | Vigneron, maire de Dannemoine                                                                               |
| 1888       | 1907         | François Perreau                               |             | Adjoint au maire de Tonnerre                                                                                |
| 1907       | 1925 (décès) | Eugène Méchin                                  |             | Négociant, premier adjoint au maire de Tonnerre, Président du Conseil d'arrondissement                      |
| 1913       | 1914 (décès) | Gaston Boisseau (1859-1914)                    |             | Maire de Dannemoine                                                                                         |
| 1914       | 1925         | Bertrand Abadie                                | Républicain | Maire de Dannemoine                                                                                         |
| 1925       | 1931         | René Hubert Basset (1887-1948)                 | SFIO        | Conseiller municipal de Tonnerre                                                                            |
| 1925       | 1931         | Lucien Langin                                  |             | Maire de Dannemoine                                                                                         |
| 1931       | 1940         | M. Chevallier                                  | FP          | Maire de Dannemoine                                                                                         |
| 1931       | 1940         | André Goubeaux                                 |             | Grainetier, propriétaire à Lézinnes                                                                         |
| 1940       |              |                                                |             | Les conseils d'arrondissement ont été suspendus par la loi du 12 octobre 1940 et n'ont jamais été réactivés |

## Démographie
| 1962  | 1968  | 1975  | 1982  | 1990  | 1999  | 2006  | 2011  | 2012  |
| ----- | ----- | ----- | ----- | ----- | ----- | ----- | ----- | ----- |
| 8 198 | 8 386 | 8 804 | 8 543 | 8 724 | 8 780 | 8 132 | 8 074 | 7 887 |